# Bundesverband der Zahnärzte des Öffentlichen Gesundheitsdienstes
Der Bundesverband der Zahnärztinnen und Zahnärzte des Öffentlichen Gesundheitsdienstes e. V. (BZÖG) nimmt die beruflichen Interessen der in der Bundesrepublik Deutschland im öffentlichen Gesundheitsdienst tätigen Zahnärztinnen und Zahnärzte wahr. Er wurde 1955 gegründet und hat seinen Sitz in Frankfurt am Main. Im Namenszusatz bezeichnet sich der BZÖG seit 1967 als „Wissenschaftliche Gesellschaft zur Förderung des öffentlichen Gesundheitswesens“. Laut der seit 2013 geltenden Satzung vertritt der Bundesverband zugleich im Rahmen der beruflichen Interessenvertretung die rechtlichen, sozialen und wirtschaftlichen Interessen der Mitglieder, einschließlich der Mitwirkung bei der Vorbereitung und Vereinbarung von Tarifverträgen.
Der BZÖG wird von Dr. Ilka Gottstein (1. Vorsitzende) und Simona Mitter (2. Vorsitzende) geleitet.
Der BZÖG ist (mit Ausnahme von Bayern und Rheinland-Pfalz) in allen deutschen Bundesländern in Form von Landesstellen mit eigenen Landesstellenleitungen organisiert. Für Baden-Württemberg, Berlin, Brandenburg, Bremen, Hamburg, Hessen, Mecklenburg-Vorpommern, Niedersachsen,  Saarland, Sachsen, Sachsen-Anhalt, Schleswig-Holstein und Thüringen bestehen jeweils eine, für Nordrhein-Westfalen zwei Landesstellen (Nordrhein sowie Westfalen-Lippe).
Das Verbandsorgan ist die Zeitschrift Zahnärztlicher Gesundheitsdienst, welche zweimal jährlich erscheint. Ein Jahr nach der Veröffentlichung stehen die Publikationen auch Nicht-Mitgliedern zum Download von der Internetseite des BZÖG zur Verfügung.
Der BZÖG führt gemeinsam mit dem Bundesverband der Ärztinnen und Ärzte des öffentlichen Gesundheitsdienstes jährlich einen wissenschaftlichen Kongress durch, an dem ca. 600 bis 800 Ärzte und Zahnärzte teilnehmen.